# Ukwa
Ne doit pas être confondu avec la divinité soudanaise Ukwa.
L'ukwa est une langue nigéro-congolaise du groupe ibibio-efik parlée au Nigéria dans l'État de Cross River. C'est une langue en danger parlée par seulement une centaine de personnes en 2004.

## Référence
1. 1 2  Ethnologue [ukq].